# Denise Péricard-Méa
Denise Péricard-Méa est une historienne médiéviste française, docteur en histoire de l'Université Paris 1 Panthéon-Sorbonne, spécialiste des cultes et pèlerinages à saint Jacques, dont Compostelle, née le 1er mai 1937 à Saint-Ambroix (Cher).
Elle a soutenu en 1996 la seule thèse française d'histoire médiévale sur les cultes à saint Jacques au Moyen Âge,.

## Biographie
Ancienne élève de l'École normale d'institutrices de Bourges et de l'École Nationale d'Agriculture de Rennes. En 1982, elle part de Bourges pour un pèlerinage à cheval à Compostelle, accompagnée de ses deux enfants adolescents. Le groupe était en autonomie complète, monté sur des chevaux Mérens. Au retour, fascinée par cette expérience, elle s'inscrit en DEUG d'histoire à l'Université Paris I-Panthéon-Sorbonne où elle étudie jusqu'à la thèse de doctorat (1996). Elle porte sur l'histoire des cultes à saint Jacques en France du Moyen Âge à l'époque moderne. Après son DEA, elle a été chargée de cours d’histoire médiévale, assurés pendant quinze ans puis, pendant deux ans, dans l’un des tout premiers DESS « Histoire et gestion du patrimoine culturel européen »à l'Université de Paris I - Sorbonne de 1987 à 2002.
Publiée en 2000 par les PUF sous le titre Compostelle et cultes de saint Jacques au Moyen Âge, sa thèse est l'ouvrage de base pour qui veut comprendre le phénomène compostellan contemporain. L'Institut Européen en Science des Religions lui reconnaît deux points forts :
- « Grâce à une problématique novatrice et de nouvelles sources, l’auteur révise certains poncifs (les « chemins de Saint-Jacques », le fonctionnement des confréries, etc.), permettant ainsi à saint Jacques et surtout à Compostelle de retrouver toute leur place dans le système de valeur et de pensée façonné par les hommes du Moyen Âge. »
- « La « déconstruction » de Compostelle — qui ne fut pas une réalité médiévale — constitue un utile outil pour présenter certains aspects des pratiques sociales et religieuses de notre époque. »

En 2002, elle crée la Fondation David Parou Saint-Jacques, organisme privé de recherche sur Saint Jacques, Compostelle et les pèlerinages où elle poursuit des recherches pluridisciplinaires avec des chercheurs professionnels et des érudits de diverses associations.
Denise Péricard-Méa est édimestre de toutes les publications sur Internet de la Fondation David Parou Saint-Jacques, dont les sites,
À la fin de l'année 2007, elle a lancé avec le concours de l'INIST (Institut National d'Information Scientifique et Technique, CNRS, Nancy) la première revue électronique consacrée à Saint Jacques, Compostelle et aux pèlerinages.
Au cours de l'année 2011, elle a été associée par le ministère de la culture à la décision de célébrer en 2013 le 1200e anniversaire de la découverte du tombeau de saint Jacques à Compostelle et choisie pour rédiger la notice correspondante du recueil des commémorations de l'année 2013 (p. 238-240).
Son invitation à Compostelle en 2015 pour la 1re rencontre mondiale des associations jacquaires a manifesté l'intérêt que les universitaires espagnols et les responsables des associations de pèlerins portent à ses travaux.
En septembre 2018 (20e anniversaire de l'inscription des chemins de Compostelle en France) elle fut responsable scientifique de journées d’étude organisées par les amis de saint Jacques de Gradignan. Elle posa aux intervenants (universitaires français et espagnols et praticiens du patrimoine jacquaire) la question : Pourquoi et comment enrichir le Bien Unesco 868, « Chemins de Compostelle en France » ?
Le 19 mars 2020, elle invita les pèlerins et les curieux de Compostelle bloqués par le confinement à « Pèleriner confiné » en envoyant des lettres quotidiennes jusqu'au mois de mai. Elles sont devenues hebdomadaires puis de quinzaine avec l'évolution de la pandémie.

## Fondation David Parou Saint-Jacques
Cette association est celle des chercheurs mobilisés par Denise Péricard-Méa et des bénévoles qui les assistent et soutiennent par leurs cotisations.
Parmi les membres fondateurs figurait l'Institut Européen des Itinéraires Culturels. Denise Péricard-Méa a rédigé, en 2003, les pages du premier site de l'institut consacrées à Compostelle et aux pèlerinages.
Chaque année, la Fondation accompagne plusieurs étudiants dont les travaux, de la maitrîse au doctorat, croisent saint Jacques ou Compostelle ou concernent les pèlerinages.
La Fondation a lancé en 2008 la première revue électronique consacrée à saint Jacques et Compostelle : SaintJacquesInfo. Les articles de cette revue sont soumis à un comité scientifique dont la liste des membres est donnée par un des liens ci-dessous.Le support informatique de la revue a été réalisé par I-Revues, site de revues scientifiques de l'INIST-CNRS de Nancy qui assure la mise en ligne des articles et l'hébergement. Cet hébergement a cessé le 1er janvier 2023.
Après 2015, la Fondation a soutenu l'effort international de Denise Péricard en recrutant de nouveaux membres puis en formalisant ses conclusions des journées d'études de 2018 dans le projet pluriannuel " Étoiles du Patrimoine Saint-Jacques "
En mai 2021, à son initiative, est créé l'Institut de Recherche Jacquaire-IRJ. Elle devient présidente scientifique de cette nouvelle association, Joseph Torguet, président des amis de Saint-Jacques de Compostelle, étant président opérationnel.

## Institut de Recherche Jacquaire-IRJ
L'IRJ prolonge et renforce les activités de la Fondation dans le domaine du patrimoine jacquaire et de la recherche historique sur les cultes à saint Jacques et le pèlerinage à Compostelle. Il lui apporte une plus grande audience internationale et l'ouvre plus largement sur les associations de pèlerins et l'ensemble des organismes publics et privés concernés par Compostelle.

### Suite des activités de la Fondation

#### Base de données du patrimoine jacquaire en Europe
L'IRJ a entrepris la modernisation de la base de données scientifique de la Fondation tant dans ses contenus que dans les techniques de rassemblement que de consultation des informations.

#### Révéler l'existence du patrimoine jacquaire européen
Les chemins de Compostelle et le pèlerinage galicien sont mondialement connus. L'existence d'un Patrimoine jacquaire européen unique par son histoire et les légendes qui lui ont donné naissance reste à découvrir.

### Patrimoniales
Sous ce titre nouveau, l'IRJ apporte sa contribution à la connaissance du patrimoine en organisant des journées d'étude rassemblant des spécialistes européens et de jeunes chercheurs. Elles ont été conçues après de premières journées organisées en 2018 par la Fondation avec l'association des pèlerins de Gradignan. Leur thème était " Enrichir le Patrimoine mondial ". Il est apparu que cette idée ouvrait une voie sans issue. L'Unesco a utilisé un artifice pour inscrire les Chemins de Compostelle en France, sans véritable intérêt pour le patrimoine.

### Ouverture internationale
Lors de son Assemblée Générale de mars 2022, la Fédération Espagnole des Associations des Amis des Chemins de Saint Jacques (FEAACS) a accueilli l'Institut de Recherche Jacquaire - IRJ comme membre associé.

## Publications
Depuis la publication de sa thèse aux Presses Universitaires de France (PUF), Denise Péricard-Méa a publié ou dirigé l'édition scientifique d'une vingtaine d'ouvrages. Elle a été invitée régulièrement à des colloques scientifiques ou manifestations dans sa spécialité. Ses principales références sont indiquées ci-dessous.

### Ouvrages
- Publication de sa thèse d'histoire soutenue à Paris I-Sorbonne en 1996, sous le titre : Compostelle et cultes de saint Jacques au Moyen Âge, Paris, PUF, octobre 2000, 9 782130 510826, premier livre de la collection Nœud gordien, dirigée par Claude Gauvard.
- Brève histoire du pèlerinage de Saint-Jacques de Compostelle, Gavaudun, PUF, 2003, 9 782910 685331
- Les Routes de Compostelle, Paris, Gisserot, 2002,réd. 2006, 9 782877 476720
- avec Louis Mollaret, Dictionnaire de saint Jacques et Compostelle, Paris, Gisserot, 2006, 9 782877 478847
- Saint Jacques de la Chapelle-d’Angillon, apôtre ou jardinier ? Paris, Guénégaud, 2000
- Sur les pas de saint Jacques, éditions Tallandier-Historia, septembre 2001
- Les routes de Compostelle éditions Jean-Paul Gisserot, mai 2002, 128 pages
- Les pèlerinages au Moyen Âge éditions Jean-Paul Gisserot, novembre 2002, 128 pages
- Saint Jacques de Compostelle AEDIS, Vichy, 2003
- Postface de La Légende de Compostelle, Le Livre de saint Jacques de Bernard Gicquel, Tallandier, Paris, mai 2003
- Les maisons hospitalières, l’exemple d’Issoudun, éd. Alan Sutton, Saint-Cyr-sur-Loire, 2004.
- Brève histoire du pèlerinage de Saint-Jacques de Compostelle, Éditions Fragile, juin 2004
- Compostela e il culto di san Giacomo nel Medioevo, il Mulino, Bologne, 2004
- La Vie au Moyen Âge racontée aux enfants, éd. Gisserot, Paris, 2004
- Les chevaliers du Moyen Âge, éd. Gisserot, Paris, 2008
- De la Bohême jusqu'à Compostelle. Aux sources de l'idée d'union européenne. Le projet du roi Georges de Podebrady (1464). Le voyage de Léon de Rozmital (1465-1467). sous la dir. de Denise Péricard-Méa, introduction Martin Nejedly, Atlantica, coll. Autour de Compostelle, Biarritz, novembre 2008
- La chevalerie racontée aux enfants, éd. Gisserot, Paris, 2008
- De Nuremberg à Grenade et Compostelle, Jérôme Münzer, 1493, traduction intégrale et annotations, Biarritz, Atlantica Séguier, 2009.
- Relato del viaje por Europa del obispo armenio Martir (1489-1496), éd. étude et annotations, coauteur Ignacio Inarrea Las Heras, Universidad de La Rioja, Logroño, 2009.
- Chemins de Compostelle et Patrimoine mondial, coauteur Louis Mollaret, éd. La Louve, Cahors, 2010,
- Le Manuel du pèlerin, Jean Geiler de Kaysersberg (1500), traduction par le Père Jacques Robbe, chanoine titulaire de la cathédrale de Bourges, Arfuyen, Paris-Orbey, oct. 2010.
- Le Matamore Mythe, images, réalités, éd. La Louve, Cahors, octobre 2011
- Récits de pèlerins de Compostelle, éd. La Louve, Cahors, juillet 2011
- Le voyage de Jean de Tournai, éd. La Louve, Cahors, mars 2012
- Compostelle 813-2013, coauteur Louis Mollaret, éd. Sutton, Tours, 2013
- Contes et légendes des chemins de Compostelle, coauteur Louis Mollaret, éd. Sutton, Tours, 2017,

### Articles, conférences et communications
- PERICARD-MEA (D.), COLLETTE (F.), L'énigmatique histoire d'un vieux saint-amandois : Pierre Pèlerin est-il allé à Saint-Jacques ?, Bulletin des amis du musée Saint-Vic, Saint-Amand-Montrond, no 15, juillet 1986, p. 7-8.
- PERICARD-MEA (D.), COLLETTE (F.), Hospitalité et chemins de Saint-Jacques dans l'ancien diocèse de Bourges au Moyen Âge, Actes du 3e Congrès national des Sociétés savantes, Poitiers, 1986, t. 2, p. 65-78.
- PERICARD-MEA (D.), COLLETTE (F.), Les établissements charitables dans l'ancien diocèse de Bourges au Moyen Âge, Actes du 3e Congrès national des Sociétés savantes, Poitiers, 1986, t. 2, p. 79-110.
- Pèlerins et sanctuaires du centre de la France à la fin du Moyen Âge d'après les lettres de rémission, Actes du congrès des Sociétés Savantes du Centre, Cahiers d'archéologie et d'histoire du Berry, no 99-100, décembre 1989, p. 33-39.
- Issoudun et ses pauvres au Moyen Âge, Revue de l'académie du Centre, 1989, p. 10-35.
- L'hôtel-Dieu d'Issoudun au Moyen Âge, Cahiers d'archéologie et d'histoire du Berry, no 104, décembre 1990, p. 7-16.
- Les malades de l'hôtel-Dieu d'Issoudun au XVIe siècle, étude statistique, Maladies, médecines et sociétés, Paris, L'Harmattan, 1993, t. II, p. 23-35 (Actes du colloque international organisé par Histoire au Présent, Paris, mai 1990)
- PERICARD-MEA (D.), LEROUX (H.), Une dévotion spécifiquement bretonne à Saint-Jacques-de-Turquie, Le Pays malouin, 16-23 février, 2 mars 1990. Trad. turque à Ankara : " Brötonlarin Türkiyeli, Saint-Jacques, a duyduklari özel ilgi ", Kultur, no 99, mai-juin 1993, p. 64-67
- Confréries médiévales de Saint-Jacques, Campus Stellae, no 1, 1991, p. 61-83.
- ALEXANDRE-BIDON, (D), PERICARD-MEA (D.), Saint Jacques intercesseur des morts ?, À réveiller les morts, dir. D. Alexandre-Bidon et C. Treffort, Lyon, Presses Universitaires, 1993, p. 167-179.
- Le chevalier-pèlerin à la fin du Moyen Âge, une image théâtralisée, L'image du pèlerin au Moyen Âge et sous l'Ancien Régime, dir. P.A. SIGAL, Actes du 2e colloque international de Roc-Amadour, oct. 1993, Rocamadour, 1994, p. 131-142
- L'hôpital d'Ordios, Le Bourdon, bull. des Amis de Saint-Jacques Aquitaine, no 6, p. 19-24
- Le corps de saint Jacques à Angers, 303 Art, Recherche et Créations, Nantes, n°XLII, 4e tr. 1994, p. 24-31
- La prédication de saint Jacques en Irlande et en Bretagne, Pèlerinages et croisades, Actes du Congrès du C.T.H.S. à Pau, octobre 1993, Paris, 1995, p. 67-82
- L'eau pour le pèlerin, providence ou malédiction ?, L'eau au Moyen Âge, Actes du colloque du Centre d'études médiévales d'Orléans, 13-15 mai 1994, dir. Bernard Ribémont, éd. Paradigme, Orléans, 1996, p. 79-94
- Au Moyen Âge, saint Jacques hagiothérapeute, Actes du XXXIIe congrès international d'Histoire de la pharmacie, Paris, 25-29 septembre 1995, éd. R.H.P. XLIV, no 312, 1996, p. 337-338
- Saint Jacques en Berry, En Berry, du Moyen Âge à la Renaissance : pages d'histoire et d'histoire de l'art offertes à Jean-Yves Ribault, hors série des Cahiers d'archéologie et d'histoire du Berry, Bourges, novembre 1996, p. 277-285
- Vers le tombeau de l'apôtre, Ulysse, n° spécial "Espagne, le chemin de Compostelle", no 59, mars 1998, p. 40-47
- Marchands et pèlerinage à saint Jacques à Compostelle et en France aux XIVe – XVe siècles, Actes du Congrès international d'études jacobéennes Routes atlantiques de pèlerinage à Compostelle, Comité international d'experts du chemin de Santiago, dir. V. Almazan, 12-15 septembre 1996, éd. Xunta de Galicia, 1999, t. I, p. 169-181
- L'hospitalité et Les sanctuaires locaux, Notre Histoire n° spécial Chemins de Compostelle en France, juillet-août 1999, p. 19-21 et p. 39
- Les chemins de Saint-Jacques en Berry, Les pèlerinages maritimes, Chemins de Saint-Jacques, coll. Guides Gallimard, juin 1999
- Les pèlerins de saint Jacques, Toulouse sur les chemins de Saint-Jacques, dir. M. Rey-Delqué, Milan Skira, 1999, p. 137-147
- Le culte de saint Jacques dans les Flandres, Questions d'histoire. Orient et Occident, IXe – XVe siècles, Paris, éd. du Temps, 2000, p. 71-80.
- Pèlerinages et sanctuaires à saint Jacques en France, hier et aujourd'hui, Pellegrinaggio ieri e oggi, dir. A. Salvatori, éd. Rosminiane-Stresa, 2000, p. 165-180.
- Le pèlerinage de Compostelle a-t-il existé ? Histoire no 258, octobre 2001
- Reines et princesses en pèlerinage à Compostelle, Reines et princesses au Moyen Âge. Actes du cinquième colloque international de MONTPELLIER, Université Paul Valéry (24-27 novembre 1999) Les Cahiers du C.R.I.S.I.M.A., no 5, 2001, Volume 1, p. 437-448.
- Les reliques de saint Jacques à Toulouse, Hagiographie et culte des saints en France méridionale XIIIe – XVe siècles, FANJEAUX 37e colloque, sous la présidence de P.A. Sigal 9-12 juillet 2001 :
- Dictionnaire des phénomènes extraordinaires dans le christianisme, Paris, Fayard, 2002, trois articles :
  - Saint Jacques et ses reliques
  - Saint Jacques exorciste
  - Saint Jacques, un et multiple
- Histoire de l’histoire de Compostelle. Son impact en France, Religion et mentalités au Moyen Âge, Mélanges Hervé Martin, P.U.Rennes, 2003, p. 65-74
- La légende de Compostelle après le XIIe siècle, postface de La légende de Compostelle de Bernard Gicquel, Tallandier, Paris, 2003, p. 635-657
- 'Saint Jacques dans les décors muraux des églises de la Région Centre. Lecture d’un historien, Le Décor mural des églises, Rencontres avec le patrimoine religieux, dir. Michel Maupoix (oct. 2001), Art sacré no 18, 2003, p. 203-214
- L’architecture des hôpitaux de pèlerinage, Actes du colloque Archéologie et architecture hospitalières, université Paris XII-Créteil, 1999, dir. F.O. Touati, Paris, Bibliothèque de l’histoire, 2004, p. 35-44
- Compostelle, l’épopée des jacquets, dir. dossier du magazine Histoire du christianisme no 22, juin 2004
- Peut-on parler de réseau hospitalier sur le chemin de Santiago ?, Actes du colloque international Hôpitaux et maladreries au Moyen Âge, espace et environnement (université de Picardie, CERCOR novembre 2002), éd. C.A.H.M.E.R., 2004, vol.17, p. 311-323
- La noblesse en pèlerinage à Compostelle, XIVe – XVe siècles, Actes du colloque Grand Tour (2000), dir. Rainer Babel et Werner Paravicini, Beihefte der Francia, vol. 60, Thorbecke, Ostfildern, 2005, p. 275-289
- Saint Jacques en Catalogne, Actes du colloque Le Moyen Âge dans les Pyrénées catalanes (à la mémoire de Mathias Delcor, 2003), dir. Michel Zimmermann, Études Roussillonnaises, t. XXI, 2005, p. 99-103
- Léon de Rosmital, pèlerin et ambassadeur bohémien dans une Europe en devenir, Wallfahrten in der europäischen Kultur, Actes du colloque de Pribram (Centrum medievistických studii), 26-29 mai 2004, Peter Lang, Francfort, 2006
- Saint Jacques un et multiple, reliques et pèlerinages, Reliques et sainteté dans l’espace médiéval, éd. Jean-Luc Deuffic, Pecia, Ressources en médiévistique, Saint-Denis, 2006, p. 305-338
- Les pèlerins et le culte de saint Jacques en Beauce, Val de Loire et Berry (XIIe – XVIIIe siècles), Saint Jacques, le culte et les pèlerins en Val-de-Loire, Paradigme, Orléans, 2008